# Tancrède Vallerey
Pour les articles homonymes, voir Vallerey.
Tancrède Vallerey, né le 9 août 1892 à Rosendaël (Nord), et décédé le 10 novembre 1974 à Cannes, est un écrivain et traducteur de romans d'anticipation et d'aventures français. Il fut lauréat du prix Jules-Verne en 1930.

## Biographie
La vie de Tancrède Vallerey est inconnue. Son père, Jules Vallerey, né le 17 mars 1853 à Lorient, entré à l'École Navale en 1870, devenu professeur d'hydrographie en 1879, exerçait au quartier de Dunkerque depuis 1881, et publiera plusieurs ouvrages scientifiques. Sa mère était née Marie Madeleine Amélie Duhan à Aurillac le 10 juillet 1867. Mariés à Malo-les-Bains le 5 septembre 1891, les parents ont divorcé à Marseille le 17 février 1900 pour se remarier à Paris le 17 septembre 1908.
Il épouse le 12 juillet 1918 à La Penne-sur-Huveaune (Bouches-du-Rhône), sa cousine germaine Juliette Marie Chandon (Paris 11e, 21 novembre 1889 - Paris 14e, 18 février 1940). Sœur de l'astronome Edmée Chandon, elle signe des ouvrages, des traductions, et des paroles de chansons sous les noms de Gisèle Vallerey, Georges Chandon, G. Chandon et Noël Guy.

## Œuvres

### Romans
- 1929  : Le Mystère des ruines (avec G. Vallerey)
- 1930  : L'Île au sable vert (prix Jules-Verne)
- 1933  : Un mois sous les mers
- 1936  : L'Avion fantastique
- 1951  : Le Manoir de Montsonore

### Nouvelle
- 1929 : Celui qui viendra

### Traductions et adaptations
Adaptés de l'allemand, aux éditions Fernand Nathan, coll. « Aventures et voyages » :
- 1927 : Ottfried von Hanstein, Radiopolis
- 1928 : Hans Dominik, John Workmann ou Les cent millions du petit vendeur de journaux, adapté avec Gisèle Vallerey
- 1929 : Ottfried von Hanstein, Jusqu'à la Lune en fusée aérienne
- 1931 : Ottfried von Hanstein, Dix mille lieues dans les airs, adapté avec Gisèle Vallerey
- 1931 : Friedrich Wilhelm Mader, Les Héroïnes du Pacifique ou les robinsonnes du XXe siècle